# Eikplast II
Eikplast II ist eine offene slupgetakelte Jolle, die für den Freizeit- und Wandersport konzipiert wurde. Ihre Ausrüstung und Takelage erlauben eine zweckmäßige und problemlose Bedienung und Handhabung. Die Jolle wurde für das Segeln bei 3 bis 4 Bft konstruiert. Die maximale Segelfläche am Wind beträgt 8,4 m², welche unter Einbeziehung des auf dem Cockpitboden befindlichen Travellers optimal an die vorherrschenden Windverhältnisse angepasst werden kann. In das Großsegel sind zwei lange und zwei verkürzte Segellatten aus Sperrholz eingearbeitet, um das Achterliek auszustellen und ein optimiertes Segelprofil zu ermöglichen.
Um die Jolle stets aufrecht zu segeln und durch Gewichtstrimm optimal zu trimmen, gibt es für Steuermann und Vorschoter Ausreitgurte und Pinnenausleger. Das Rigg (Mast und Großbaum) sind aus seewasserbeständigen Aluminium, als Hohlprofil gefertigt. Die Fallen sind geschützt im Inneren des Mastes verlegt. Der für den Trimm wichtige Mastfall kann über klassische einreihige Wantenhänger am Vorstag und Wanten eingestellt werden Die Masthalterung und -arretierung lässt ein unkompliziertes Legen des Mastes zu. Über die gesamte Bauzeit hinweg wurden unterschiedliche Ruderblattformen verbaut, allen gemein ist, dass sie aus Eschen-Sperrholz gefertigt sind und aufgeholt werden können. Das Klapp-Schwert besteht dagegen aus Aluminium.
Das Vorgängermodell der Eikplast II ist die Eikplast I.

## Schiffsaufbau bzw. Fertigung
Die Eikplast II Jolle wurden bis Anfang der 1990er-Jahre von der „Eikboom Werft“ in Rostock gebaut. Der Bootskörper ist aus glasfaserverstärktem Polyesterharz im Handauflegeverfahren hergestellt. Zum Schutz des Laminats ist eine schützende, eingefärbte Gelcoatschicht aufgetragen.
Die zwei Hauptsektionen – das Deck mit Cockpit und der Bootsrumpf – sind miteinander verschraubt und verklebt. Verstärkungen sind im Bodenbereich, unter den Trittflächen und an hochbelasteten Bauteilen sowie unter den Beschlägen eingearbeitet. Zwei mit Holzluken verschließbare Schotte, unterteilen das Boot in drei Abteilungen. Durch zusätzliche Auftriebskörper (Schaumpolystyrol) im Bodenbereich und unter dem Deck ist die Eikplast II unsinkbar. Aufgrund der solide ausgeführten Konstruktion sind die Rümpfe sehr langlebig, was sich auch in der großen Anzahl noch existierender Boote widerspiegelt.

## Regatta und Wettfahrten
Auch wenn es sich bei der Eikplast II um eine ehemals nationale Einheitsklasse der DDR handelte, werden heute kaum noch derartige Boote zu Regatten eingesetzt. Dies liegt zum einen am Fehlen einer Klassenvereinigung, zum anderen an der spartanischen Beschlagsausstattung. Der Deutsche Seglerverband (DSV) führt Eikplast-II-Jollen aktuell mit einem Yardstick von 120 unter Verwendung der Fock(3,15 m² ca. 110 % Überlappung). Bei der seinerzeit optional erhältlichen Genua handelt es sich um eine Genua II (4,15 m² ca. 130 % Überlappung), diese führt zu einem Yardstick von 119 und setzt das Vorhandensein einer Holepunktverstellung voraus.